# Глібовський Юрій Євграфович
Глібовський Юрій Євграфович (13 лютого 1879, Полтавська губернія — ?) — член Української Центральної Ради.
Навчався у Петровському Полтавському кадетському корпусі та Єлисаветградському кавалерійському училищі — закінчив 1899. Офіцер 50-го драгунського полку, навчальної команди Ломжинської бригади, командир кордонної охорони, Лісниківського, Хоржальського загонів, ад'ютант 2-го полку Окремого корпусу кордонної охорони. З 1909 у складі Заамурського Окремого корпусу кордонної охорони, командир Козегловського, Лебківського загонів. У роки Першої світової війни — штаб-офіцер Івангородської фортеці, начальник пункту формування автомобільних частин у Петрограді.
Учасник II Всеукраїнського військового з'їзду в Києві, член Українського Генерального військового комітету, начальник канцелярії, помічник командувача Київського військового округу, командир округу, керівник оборони Києва під час більшовицького наступу — начальник штабу міського гарнізону, керував українськими частинами при обороні Києва та відходом їх на Житомир. З лютого 1918 р. у відставці. У жовтні 1918 гетьманом Скоропадським призначений отаманом козацтва Київщини. За Директорії — генерал-поручник Армії УНР.